# Орден Славы и чести
Орден Славы и чести — третий по старшинству орден Русской православной церкви.

## История
Орден учреждён 23 марта 2004 года определением Патриарха Алексия II и Священного синода Русской православной церкви.

## Статут
Орденом награждаются главы государств и правительств, руководители международных и межправительственных организаций, главы церквей и конфессий, выдающиеся государственные и общественные деятели за значительный вклад в межцерковное и межрелигиозное сотрудничество, в дело укрепления мира и дружбы между народами.
Орден имеет три степени.
При награждении вручаются знак ордена, звезда, лента и грамота. Звезда и знак ордена носятся на правой стороне груди и при наличии других орденов Русской православной церкви. Располагаются вслед за Орденом святого равноапостольного великого князя Владимира

## Описание ордена

### Знак ордена
Знак в форме круга, с медальоном выполненный в технике «Ростовская финифть» в центре. На медальоне изображена оливковая ветвь на фоне голубого неба, а вокруг него расположены 32 страза диаметром 3 мм в обрамлении двух широких лавровых ветвей, покрытых зелёной эмалью. В верхней части знака ордена концы ветвей пересекаются и обрамляют крупный страз диаметром 5 мм.
Знак изготавливается из серебра с позолотой.

### Звезда ордена
Восьмиконечная серебряная с позолотой звезда, каждый луч которой состоит из семи гладких двугранных лучей. Всего 56 лучей. Между лучами размещены 8 фианитов диаметром 3 мм. В центре звезды — круглый медальон с изображением голубя в профиль, повернутого геральдически в левую сторону. В клюве у голубя — оливковая ветвь. Медальон выполнен в технике «Ростовской финифти». По окружности медальона на зелёном эмалевом поле с позолоченной окантовкой рельефными, позолоченными буквами написан девиз ордена — слова Святого апостола Павла «Слава и честь делающему доброе» (Рим.2.10). Вокруг надписи расположены 32 фианита диаметром 2 мм. На оборотной стороне — круглый медальон с датой учреждения ордена.

## Изменения в статуте
Священный синод Русской православной церкви на заседании, состоявшемся 25 декабря 2009 года, постановил учредить II и III степень ордена, а также медаль Славы и чести двух степеней. В связи с этим были одобрены изменения в статуте ордена Славы и чести и положение о медали Славы и чести и их описания. Данные изменения в «Положении о наградах Русской православной церкви» предложены на утверждение очередного Архиерейского собора.